# ラトプラテカルプス
ラトプラテカルプス（学名: Latoplatecarpus）は、プリオプラテカルプス亜科に属するモササウルス科の絶滅した属。後期白亜紀中期カンパニアンにあたる、北アメリカのメキシコ湾と Western Interior Basin から産出している。

## 発見

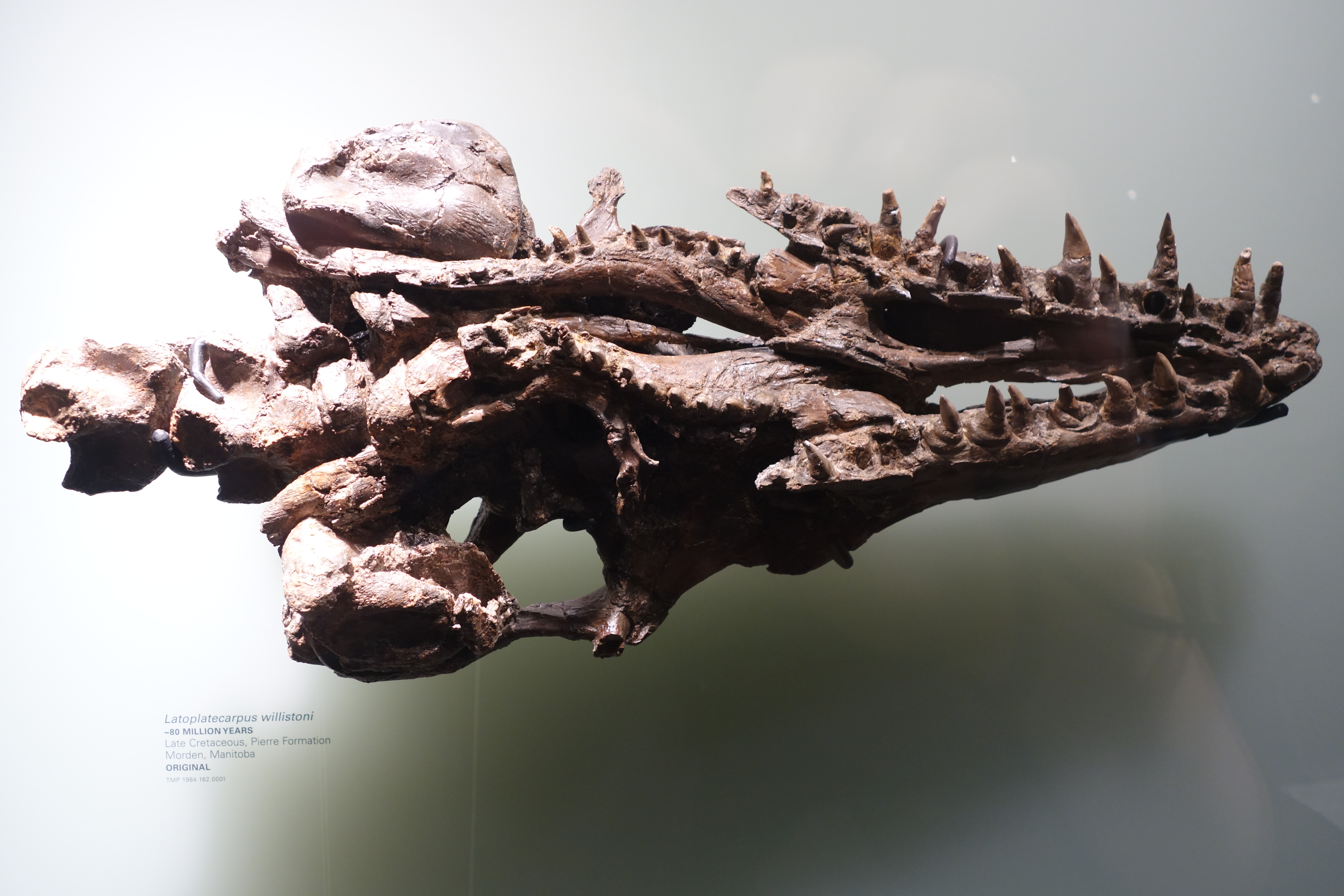
頭骨

ラトプラテカルプスは小西卓哉と Michael W. Caldwell が2011年に命名し、タイプ種は Latoplatecarpus willistoni である。L. willistoni はホロタイプ標本 TMP 84.162.01 から知られており、この標本は下顎骨を含むほぼ完全な頭骨と頭骨以降の部分的な骨格からなる。ホロタイプ標本はカナダのマニトバ州 Pembina 山に位置する Pierre 頁岩から産出し、時代は約8050万年前にあたるカンパニアン中期の初頭のものであった。DMNH 8769（非常に保存状態の良い頭蓋と頭骨以降の骨格）や SDSMT 30139 および AMNH 2182 の、計3つの標本も本種に割り当てられている。
小西と Caldwell はラトプラテカルプスの第2の種である L. nichollsae をプリオプラテカルプスから再分類した。彼らが行った新たな系統解析では本属の単系統性は明らかにできなかったが、疑問名の Platecarpus somenensis のものである北アメリカ産の化石（FMNHPR 465 や FMNHPR 467 および GSATC 220 など）が L. nichollsae に位置付けられることが判明した。個体発生学・生物層序学・古生物地理学のデータと解釈に基づいても、同様の結論が導かれた。